# 小行星1745
小行星1745（1745 Ferguson）是一颗绕太阳运转的小行星，为主小行星带小行星。该小行星于1941年9月17日发现。
該小行星以美國天文學家詹姆斯·弗格森命名。

## 轨道参数
小行星1745的轨道半长轴为2.8492916 UA，离心率为0.053。